# Marmári, Kos
Marmári är en ort i Grekland. Den ligger i prefekturen Nomós Dodekanísou och regionen Sydegeiska öarna, i den sydöstra delen av landet, 300 km öster om huvudstaden Aten. Antalet invånare är 195. Marmári ligger på ön Kos.
Terrängen runt Marmári är platt åt nordväst, men åt sydost är den kuperad. Havet är nära Marmári åt nordväst. Runt Marmári är det ganska tätbefolkat, med 86 invånare per kvadratkilometer. Närmaste större samhälle är Kos, 12,9 km öster om Marmári.